# August Schynse
August Wilhelm Schynse, né le 21 juin 1857 à Wallhausen près de Bad Kreuznach et mort le 18 novembre 1891 au Bukumbi au bord du lac Victoria, est un missionnaire catholique allemand qui fut aussi explorateur en Afrique et cartographe.

## Biographie
August Schynse étudie la philosophie et la théologie à Bonn. Il entre au grand séminaire de Spire en 1879. Il est ordonné prêtre en 1880 à la cathédrale de Spire. Il est ensuite pendant une courte période engagé comme aumônier dans la famille du baron von Schweppenburg. Il voyage ensuite à Alger où il entre au noviciat de Maison-Carrée des Pères blancs, fondés par Mgr Lavigerie une dizaine d'années auparavant. C'est le premier prêtre allemand  de cette congrégation missionnaire (majoritairement francophone jusque dans les années 1960) qui connaîtra un grand essor dans tout le continent. Le 26 septembre 1883, il est nommé à la maison de Lille comme propagandiste (c'est-à-dire quêteur et recruteur).
Avec un certain retard, il est enfin nommé pour la mission du Moyen-Congo en 1885. Au début, il travaille à la station de Manyanga au sein de la tribu des Bayanzis. Il explore les environs pour trouver les meilleurs endroits pour de futures implantations missionnaires. Il en résulte d'abord la fondation d'une station du nom de Bungana, à l'embouchure de la rivière Kasaï se jetant dans le fleuve Congo. Mais peu après, le roi Léopold II de Belgique intervient auprès du Saint-Siège pour que l'État libre du Congo soit dévolu au champ d'action des missionnaires scheutistes (d'origine belge) et en conséquence les Pères blancs  (dont la congrégation est d'origine française) doivent quitter la région en 1887.
Après un court séjour en Europe, le Père Schynse est nommé économe et professeur de mathématiques à l'école Notre-Dame-d'Afrique sise à Saint-Eugène (Alger) et appartenant à la congrégation.

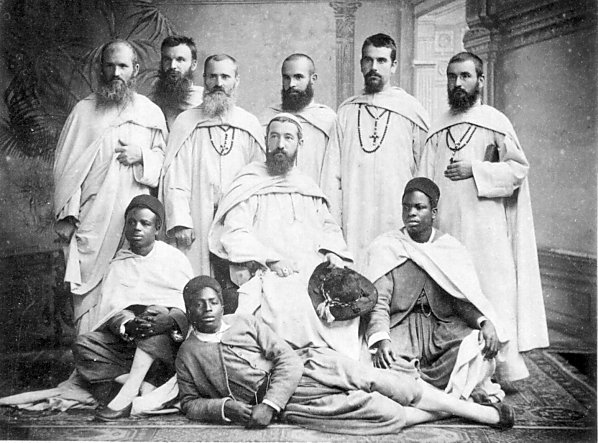
Caravane de 1888 : le Père Schynse est le deuxième debout à droite à côté du Père Guillermain (à l'extrême droite). Assis Mgr Léonce Bridoux.

Au bout de l'année scolaire, il est envoyé à la station de mission de Kipalapala, près de Tabora, dans la colonie d'Afrique orientale allemande ; mais très vite la révolte d'Abushiri fait rage et il est obligé de fuir en 1889 à la station de Bukumbi, près du lac Victoria avec une caravane de 280 porteurs, 36 enfants et 11 askaris. Il apprend là-bas la nouvelle de l'expédition de Stanley à la rescousse de Schnitzer (dit Emin Pacha) qui avait besoin de nouveaux équipements et qui se met en chemin vers la côte orientale. Le P. Schynse décide de se joindre à l'expédition. À marche forcée et avec un autre missionnaire presque aveugle, il finit par l'atteindre. Il trouve Stanley et Emin Pacha qui se dirigent avec leur caravane vers Zanzibar sur la côte. Il tient aussi un Journal où il note toutes ses observations. Il sera publié à son insu et aura un grand retentissement en Allemagne et en Europe, notamment à propos de ses révélations sur le véritable but de Stanley et de ses relations avec Emin Pacha.
August Schynse écrit que : « J'ai causé à maintes reprises avec Emin Pacha pendant la plus grande partie du voyage et il ne m'a jamais fait mystère des buts véritables de l'expédition. Comment un commerçant écossais madré (Mackinnon qui avait donné beaucoup d'argent pour l'expédition de Stanley) s'est-il fait à l'idée de dépenser des sommes conséquentes pour venir sauver un fonctionnaire au service de l'Égypte dont il ignorait le nom jusqu'alors ? Cette expédition en fait ce n'était pas tant le Dr Emin Pacha qui en était la motivation, que plutôt sa province et son ivoire. »

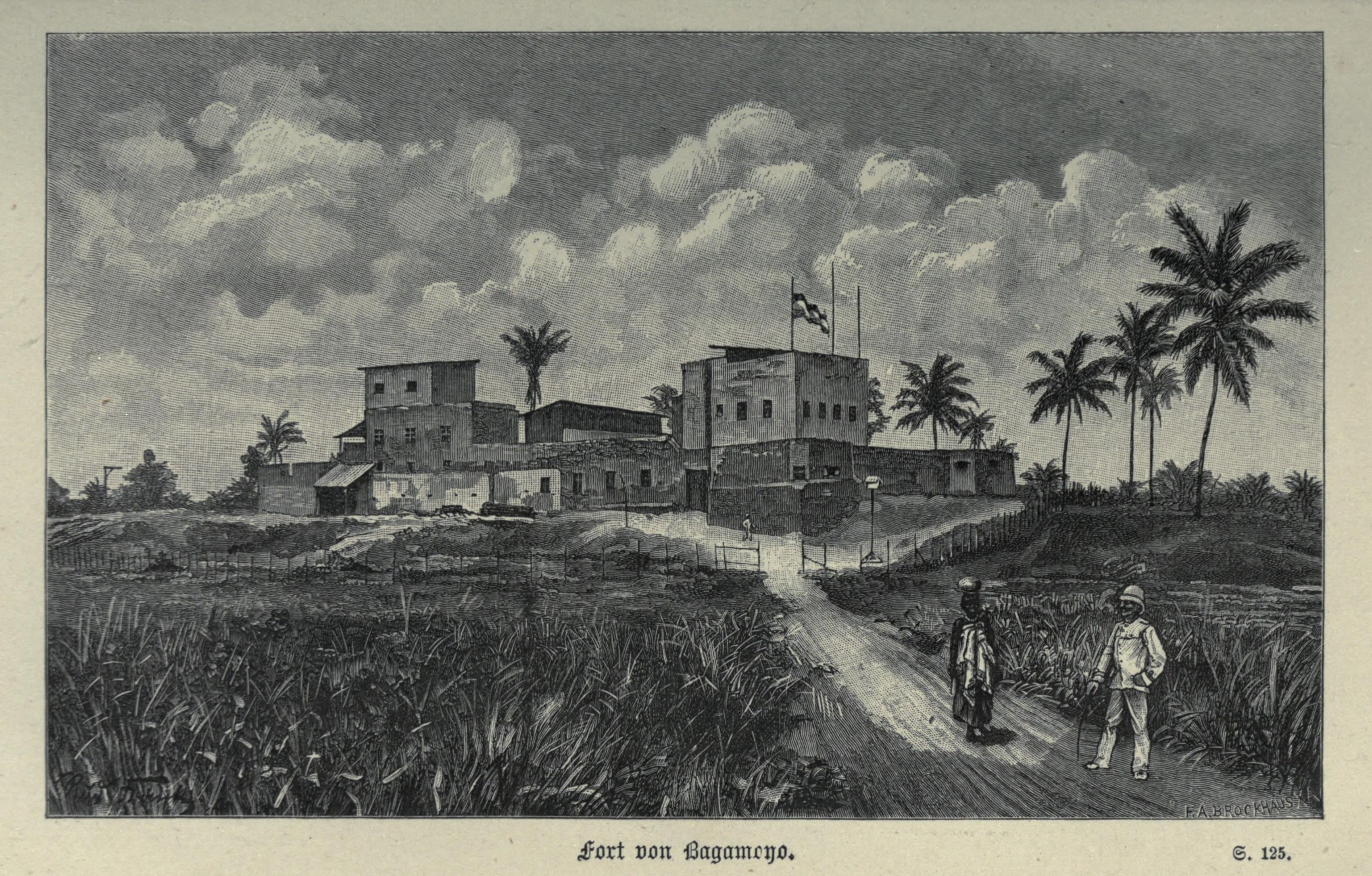
Fort de Bagamoyo vers 1890.

En 1890, le gouvernement le nomme « dolman », c'est-à-dire interprète, et aussi cartographe, avec les devoirs en conséquence. Le P. Schynse en profite pour accompagner Emin Pacha dans plusieurs expéditions. Du 26 avril 1890 au 29 juillet 1890, il voyage avec Emin Pacha, le Père Achte et Franz Stuhlmann (accompagnés de 150 askaris et 400 porteurs) de Bagamoyo (sur la côte) à Tabora (à l'intérieur des terres de hauts plateaux). L'expédition atteint le 12 mai la mission spiritaine de Morogoro, le 24 mai, celle de La Longa, le 4 juin le fort de Mpwapwa tenu par des Zoulous encadrés par un officier allemand, où Emin Pacha décide de rester jusqu'au 22 juin et où le rejoint le Dr Peters. L'expédition rencontre Mgr Livinhac dans sa mission le 4 juillet. La deuxième expédition a lieu du 20 août au 8 septembre 1890 de Tabora à Bukumbi au bord du Lac Victoria, et la troisième s'étend de la rive sud du lac vers la région du Bouddou au Bouganda (actuel Ouganda) pour atteindre le poste de mission allemand de Bukoba et ensuite retourner au lac, à Bukumbi. Elle a lieu du 29 janvier au 9 mars 1891. Le P. Schynse remplit ses cahiers, au cours de ces traversées périlleuses, de notes et d'observations scientifiques qui seront publiées après sa mort.
Mais les privations et les fièvres ont raison de sa santé, il meurt le 18 novembre 1891 au Bukumbi à l'âge de trente-quatre ans.
Il a cartographié avec une grande précision scientifique la zone du sud-ouest du lac Victoria. Les pages de son Journal font preuve de remarquables qualités d'observations sur les terres parcourues et les peuplades rencontrées, mais aussi d'empathie, surtout à propos des ravages de l'esclavage. Il a œuvré à la libération de ces terres et, comme ses confrères, voulait sortir les peuplades rencontrées de l'emprise délétère de la sorcellerie et de toute sorte de superstitions, mais en « préservant leur identité culturelle ».

## Œuvres
- Zwei Jahre am Kongo, Erlebnisse und Schilderungen, Karl Hespers J.P. Bachem, Cologne, 1889
- Mit Stanley und Emin Pascha durch Deutsch-Ostafrika, Karl Hespers J.P. Bachem, Cologne, 1890
- Bericht über die Reise nach dem Südwestufer des Victoria-Njansa mit Karte in Petermanns Geographische Mitteilungen, 1891, p. 219
- P. Schynses Letzte Reisen, Briefe und Tagebücher, Karl Hespers, 1892